# Магали-Эцери
Магали-Эцери (груз. მაღალი ეწერი) — село в Грузии, на территории Озургетского муниципалитета края (мхаре) Гурия.

## География
Село находится в западной части Грузии, к югу от реки Супсы, на расстоянии приблизительно 9 километров (по прямой) к северо-востоку от города Озургети, административного центра муниципалитета. Абсолютная высота — 172 метра над уровнем моря.

## Население
По результатам официальной переписи населения 2014 года, в Магали-Эцери проживало 129 человек (66 мужчин и 63 женщины). В национальной структуре населения грузины составляли 99,2 %, украинцы — 0,8 %.
| Год  | Население, человек |
| ---- | ------------------ |
| 2002 | 238                |
| 2014 | ↘ 129              |